# جاسم أحمد الشيخ
جاسم أحمد جاسم عبد الله الشيخ (ولد في 1 فبراير 1996 في المنامة، البحرين) لاعب كرة قدم دولي بحريني يجيد اللعب في مركز الوسط المهاجم. يلعب حاليا لصالح الرفاع الذي ينافس في الدوري البحريني الممتاز منذ 2020.

## منتخب البحرين
شارك محبوب مع منتخب البحرين الأولمبي.

## الإنجازات
- كأس الاتحاد البحريني (1): 2016

## روابط خارجية
- جاسم أحمد الشيخ على موقع إي إس بي إن إف سي (الإنجليزية)
- جاسم أحمد الشيخ على موقع قاعدة بيانات كرة القدم.إي يو (الإنجليزية)
- جاسم أحمد الشيخ على موقع ناشيونال فوتبول تيمز (الإنجليزية)
- جاسم أحمد الشيخ على موقع Soccerway.com (الإنجليزية)
- جاسم أحمد الشيخ على موقع عالم كرة القدم.نت (الإنجليزية)
- جاسم أحمد الشيخ على موقع كووورة